# Cosmic Carnage
Cosmic Carnage (ook wel Cyber Brawl) is een videospel voor het platform Sega 32X. Het spel werd uitgebracht in 1994. In een ruimteschip maken vier gevangenen chaos. Ze maken zoveel schade dat het ruimteschip zal gaan neerstorten. Er ontstaan gevechten wie het ruimteschip mag verlaten en de reddingssloepen gebruiken. De bemanning deelt zich op in twee kampen, de strijdmacht en de oproerkraaiers. De speler moet zo snel mogelijk de gevechten winnen. 

## Ontvangst
| Beoordeeld door                      | Jaar | Score |
| ------------------------------------ | ---- | ----- |
| GameFan Magazine                     | 1994 | 83%   |
| SEGA-Mag (Objectif-SEGA)             | 2008 | 70%   |
| Video Games & Computer Entertainment | 1995 | 70%   |
| GamePro (USA)                        | 1995 | 70%   |
| Game Players                         | 1995 | 61%   |
| MAN!AC                               | 1994 | 38%   |
| FLUX                                 | 1994 | 33%   |
| All Game Guide                       | 1998 | 30%   |
| IGN                                  | 2008 | 30%   |
| The Video Game Critic                | 2005 | 0%    |